# Elisabeth von Magnus
Elisabeth von Magnus, de son nom de jeune fille Elisabeth Gräfin de La Fontaine und d’Harnoncourt-Unverzagt, née à Vienne, en Autriche, le 29 mai 1954, est une chanteuse d’opéra, d’oratorio et de chansons populaires autrichienne. Elle est classée mezzo-soprano et alto.

## Famille
Elisabeth von Magnus est la fille du chef d’orchestre Nikolaus Harnoncourt (1929), comte de La Fontaine et d’Harnoncourt-Unverzagt, et de son épouse la violoniste Alice Harnoncourt (1930). Par son père, c’est une descendante de l'empereur Léopold II.
Le 19 juillet 1981, elle épouse à Sankt Georgen im Attergau, en Haute-Autriche, Ernst-Jürgen von Magnus (1943), de onze ans son aîné.
Elle s'est ensuite remariée au chef d’orchestre hollandais et ancien ténor Simon Schouten.

## Biographie

### Formation
Elisabeth von Magnus étudie la flûte à bec au conservatoire de Vienne. Plus tard, elle fonde l’ensemble Récréation et joue comme soliste au Concentus Musicus Wien, fondé par ses parents.
Elle suit une formation en théâtre au Mozarteum de Salzbourg et étudie le chant à l’Hochschule für Musik und Theater de Munich avec la contralto Hertha Töpper, reconnue internationalement. Elle suit en outre les cours d’interprétation de Paul Schilhawsky à Salzbourg et travaille comme présentatrice à la radio autrichienne.

### À l’Opéra
Elle fait ses débuts à l’opéra au Marstalltheater  de Munich, lors de la représentation de la version de The Beggar's Opera de Benjamin Britten, dans laquelle elle interprète Polly.
Pour Elisabeth von Magnus, c’est le début d’une brillante carrière au niveau international. Dans les années qui suivent, elle va ainsi jouer au Alte Oper de Francfort, au Philharmonie de Cologne, au Barbican Centre de Londres, au Théâtre des Champs-Élysées de Paris, etc.

## Discographie
- C. M. von Weber, l'opéra en langue allemande Le Freischütz (1820) : le rôle de la demoiselle d'honneur (East West Records, 1996) ;
- J. S. Bach, l’Oratorio de Noël (1734), Erato, 1996 ;
- J. S. Bach, la Passion selon saint Matthieu (1727), Teldec, 2000 ;
- J. S. Bach, des Cantates, Challenge Records ;
- J. Haydn, la cantate Ariane à Naxos (1789), et des Canzonette (Challenge, 2002) ;
- João de Sousa Carvalho, l'opéra Testoride argonauta (1780), Edizioni musicali Nuova Era, 2002 ;
- Leonard Bernstein, Tonight, extrait de la comédie musicale et du film West Side Story (1957 et 1961), Preiser, 2006.
- J. Strauss, l'opérette viennoise La Chauve-souris (1874) : le rôle d'Ida (East West Records, 1995) ;
- J. Strauss, l'opérette viennoise Le Baron tzigane (1885) : le rôle de Mirabella (East West Records, 1996) ;